# Bertil Uggla
Bertil Gustafsson Uggla (Solna, 19 d'agost de 1890 – Karlstad, 29 de setembre de 1945) va ser un atleta, pentatleta modern i tirador suec que va competir durant el primer terç del segle xx. Durant la seva carrera esportiva disputà quatre edicions dels Jocs Olímpics, entre 1912 i 1924 i guanyà dues medalles de bronze.
El 1912, als Jocs d'Estocolm, disputà la prova del salt de perxa del programa d'atletisme. En ella guanyà la medalla de bronze amb un millor salt de 3m 80 cm, empatat amb el canadenc William Happenny i l'estatunidenc Frank Murphy.
Uggla fou tres cops campió de Suècia de salt de perxa (1909, 1911-12), a banda de competir a bon nivell en els 110 metres tanques i el decatló.
Un cop finalitzada la Primera Guerra Mundial Uggla centrà els seus esforços en l'esgrima. El 1920, als Jocs d'Anvers, disputà dues proves del programa d'esgrima, l'espasa per equips, on fou onzè, i l'espasa individual, on fou eliminat en sèries.
El 1924, als Jocs de París, tornà a disputar la prova espasa per equips, on fou eliminat en sèries. En canvi, en la del pentatló modern guanyà la medalla de bronze, rere els seus compatriotes Bo Lindman i Gustaf Dyrssen.
El 1928, a Amsterdam, disputà els seus quarts i darrers Jocs Olímpics. Disputà les proves de floret individual, on fou dotzè, i d'espasa per equips, on fou eliminat en sèries.
En el seu palmarès també destaquen dues medalles al campionat del món d'esgrima en la prova d'espasa per equips: de plata el 1935 i de bronze el 1934.
Uggla era un fill del general Gustav Uggla i germà gran del pentatleta modern Bengt Uggla. Entre 1929 i 1945 va fer un programa de gimnàstica matinal a la ràdio sueca. A més a més va ser dirigent de les federacions sueques de gimnàstica (1920-1926) i esgrima (1925-1928) i entre 1928 i 1945 va ser membre del Comitè Olímpic Suec. Uggla va morir en un accident mentre es preparava per a una competició d'hípica, als afores de Karlstad, el 1945.